# Maria Walsh
Maria Walsh (ur. 11 czerwca 1987 w Bostonie) – irlandzka polityk i przedsiębiorca, posłanka do Parlamentu Europejskiego IX i X kadencji.

## Życiorys
Ukończyła dziennikarstwo w Griffith College w Dublinie, w czasie studiów współpracowała z irlandzkimi stacjami telewizyjnymi. Wyjechała później do Stanów Zjednoczonych, pracowała w branży reklamowej w Nowym Jorku i Filadelfii. Kierowała studiem marki odzieżowej Anthropologie.
W 2014 jako reprezentantka Filadelfii otrzymała tytuł „Rose of Tralee”, przyznawany w ramach corocznego festiwalu w ramach konkursu dla młodych Irlandek z całego świata. Wkrótce po uzyskaniu tego tytułu publicznie ujawniła, że jest lesbijką. Zajęła się później własną działalnością gospodarczą, zakładając agencję organizującą różne imprezy.
Zaangażowała się też w działalność polityczną w ramach Fine Gael. W 2019 z jej ramienia została wybrana do Parlamentu Europejskiego IX kadencji. Z powodzeniem ubiegała się o poselską reelekcję w 2024.